# 1974-es labdarúgó-világbajnokság-selejtező (AFC–OFC)
Az 1974-es labdarúgó-világbajnokság selejtezőjének összevont AFC és OFC-zónájában összesen 15 nemzet versenyzett az 1 világbajnoki helyért. India, Srí Lanka és a Fülöp-szigetek még a selejtezők kezdete előtt visszalépett. A 15 csapatot földrajzi alapon két zónára osztották.

## Lebonyolítás
- A zóna: ebben a zónában 7 csapat (Kelet-Ázsia és Izrael) szerepelt és az összes mérkőzés Szöulban, Dél-Koreában került megrendezésre.
  -  Selejtezőkör:  a csapatokat (Dél-Korea kivételével) összepárosították és egy mérkőzést játszottak a felek. Az eredmények alapján kerültek beosztásra a csoportok.
  - A1 csoport: ebben a csoportban 3 csapat szerepelt és csak egy alkalommal játszották egymás ellen a csapatok. Az első két helyen végző csapat bejutott az elődöntőbe. Az összes mérkőzést Szöulban rendezték.
  - A2 csoport: ebben a csoportban 4 csapat szerepelt és csak egy alkalommal játszották egymás ellen a csapatok. Az első két helyen végző csapat bejutott az elődöntőbe. Az összes mérkőzést Szöulban rendezték.
  - Elődöntők: Az A1 csoport győztese az A2 csoport második helyezettjével, míg az A2 csoport győztese az A1 második helyezettjével játszott egy mérkőzést. A két győztes bejutott a döntőbe.
  - Zónadöntő: a győztes bejutott a második forduló döntőjébe.
- B zóna: ebben a zónában 8 csapat (Nyugat-Ázsia, Óceánia, Indonézia és Észak-Korea) szerepelt.
  - B1 csoport: ebben a csoportban 4 csapat szerepelt és oda-visszavágós rendszerben játszották egymás ellen a csapatok. A csoportgyőztes bejutott az zónadöntőbe.
  - B2 csoport: ebben a csoportban 4 csapat szerepelt és oda-visszavágós rendszerben játszották egymás ellen a csapatok. A csoportgyőztes bejutott a zónadöntőbe. Az összes mérkőzést Teheránban rendezték.
  - Zónadöntő: két mérkőzésen dőlt el a továbbjutás, a győztes bejutott a második forduló döntőjébe.
- Második forduló: a két zónagyőztes oda-visszavágós alapon döntötte el a továbbjutás sorsát és a győztes kijutott az 1974-es világbajnokságra.

## A zóna

### Selejtezőkör
| 1. csapat   | Végeredmény | 2. csapat |
| ----------- | ----------- | --------- |
| Dél-Vietnám | 1–0         | Thaiföld  |
| Izrael      | 2–1         | Japán     |
| Hongkong    | 1–0         | Malajzia  |

### A1 csoport
| Hely. | Csapat      | M | Gy | D | V | G+ | G– | Gk | P | Továbbjutás               |  | Hongkong | Japán | Vietnámi Köztársaság |
| ----- | ----------- | - | -- | - | - | -- | -- | -- | - | ------------------------- |  | -------- | ----- | -------------------- |
| 1.    | Hongkong    | 2 | 2  | 0 | 0 | 2  | 1  | +1 | 4 | Bejutott az az elődöntőbe |  | —        | 1–0   | 1–0                  |
| 2.    | Japán       | 2 | 1  | 0 | 1 | 4  | 1  | +3 | 2 | Bejutott az az elődöntőbe |  | –        | —     | 4–0                  |
| 3.    | Dél-Vietnám | 2 | 0  | 0 | 2 | 0  | 5  | −5 | 0 |                           |  | –        | –     | —                    |

### A2 csoport
| Hely. | Csapat    | M | Gy | D | V | G+ | G– | Gk  | P | Továbbjutás               |   | Izrael | Dél-Korea | Malajzia | Thaiföld |
| ----- | --------- | - | -- | - | - | -- | -- | --- | - | ------------------------- | - | ------ | --------- | -------- | -------- |
| 1.    | Izrael    | 3 | 2  | 1 | 0 | 9  | 0  | +9  | 5 | Bejutott az az elődöntőbe |   | —      | –         | 3–0      | 6–0      |
| 2.    | Dél-Korea | 3 | 1  | 2 | 0 | 4  | 0  | +4  | 4 | Bejutott az az elődöntőbe |   | 0–0    | —         | 0–0      | 4–0      |
| 3.    | Malajzia  | 3 | 1  | 1 | 1 | 2  | 3  | −1  | 3 |                           |   | –      | –         | —        | 2–0      |
| 4.    | Thaiföld  | 3 | 0  | 0 | 3 | 0  | 12 | −12 | 0 |                           | – | –      | –         | —        |          |

### Ágrajz
|  | Elődöntők   | Elődöntők   | Elődöntők |        |                | Döntő          | Döntő | Döntő |  |
|  |             |             |           |        |                |                |       |       |  |
|  | Hongkong    | Hongkong    | 1         |        |                |                |       |       |  |
|  | Hongkong    | Hongkong    | 1         |        |                |                |       |       |  |
|  | Dél-Korea   | Dél-Korea   | 3         |        |                |                |       |       |  |
|  | Dél-Korea   | Dél-Korea   | 3         |        | Dél-Korea (h.) | Dél-Korea (h.) | 1     |       |  |
|  |             |             |           |        | Dél-Korea (h.) | Dél-Korea (h.) | 1     |       |  |
|  |             |             | Izrael    | Izrael | 0              |                |       |       |  |
|  | Izrael (h.) | Izrael (h.) | Izrael    | Izrael | 0              | 1              |       |       |  |
|  | Izrael (h.) | Izrael (h.) |           |        |                |                |       |       |  |
|  | Japán       | Japán       | 0         |        |                |                |       |       |  |

### Elődöntő
| 1973. május 26. |

| Hongkong         | 1–3 | Dél-Korea                                            |
| ---------------- | --- | ---------------------------------------------------- |
| Yuen Kuen-Chu 5' |     | Kim Jae-Han 45' Park Yi-Chun 52' Chung Kyu-Poong 72' |

| Dongdaemun Stadion, Szöul Nézőszám: 35 000 Játékvezető: Ruslan Hatta (indonéz) |

| 1973. május 26. |

| Izrael     | 1–0 (h. u.) | Japán |
| ---------- | ----------- | ----- |
| Onana 110' |             |       |

| Dongdaemun Stadion, Szöul Nézőszám: 6008 Játékvezető: H. D. Dhillon (szingapúri) |

### Zónadöntő
| 1973. május 28. |

| Dél-Korea        | 1–0 (h. u.) | Izrael |
| ---------------- | ----------- | ------ |
| Csha Bomgun 109' |             |        |

| Dongdaemun Stadion, Szöul Nézőszám: 6213 Játékvezető: U Tin Thut (burmai) |

## B zóna

### B1 csoport
| Hely. | Csapat     | M | Gy | D | V | G+ | G– | Gk | P | Továbbjutás              |     | Ausztrália (ország) | Irak | Indonézia | Új-Zéland |
| ----- | ---------- | - | -- | - | - | -- | -- | -- | - | ------------------------ | --- | ------------------- | ---- | --------- | --------- |
| 1.    | Ausztrália | 6 | 3  | 3 | 0 | 15 | 6  | +9 | 9 | Bejutott a a zónadöntőbe |     | —                   | 3–1  | 2–1       | 3–3       |
| 2.    | Irak       | 6 | 3  | 2 | 1 | 11 | 6  | +5 | 8 |                          |     | 0–0                 | —    | 1–1       | 2–0       |
| 3.    | Indonézia  | 6 | 1  | 2 | 3 | 6  | 13 | −7 | 4 |                          | 0–6 | 2–3                 | —    | 1–0       |           |
| 4.    | Új-Zéland  | 6 | 0  | 3 | 3 | 5  | 12 | −7 | 3 |                          | 1–1 | 0–4                 | 1–1  | —         |           |

### B2 csoport
| Hely. | Csapat      | M | Gy | D | V | G+ | G– | Gk | P | Továbbjutás              |     | Irán | Szíria | Észak-Korea | Kuvait |
| ----- | ----------- | - | -- | - | - | -- | -- | -- | - | ------------------------ | --- | ---- | ------ | ----------- | ------ |
| 1.    | Irán        | 6 | 4  | 1 | 1 | 7  | 3  | +4 | 9 | Bejutott a a zónadöntőbe |     | —    | 1–0    | 0–0         | 2–1    |
| 2.    | Szíria      | 6 | 3  | 1 | 2 | 6  | 6  | 0  | 7 |                          |     | 1–0  | —      | 0–3         | 2–1    |
| 3.    | Észak-Korea | 6 | 1  | 3 | 2 | 5  | 5  | 0  | 5 |                          | 1–2 | 1–1  | —      | 0–0         |        |
| 4.    | Kuvait      | 6 | 1  | 1 | 4 | 4  | 8  | −4 | 3 |                          | 0–2 | 0–2  | 1–0    | —           |        |

### Ágrajz
|  | Döntő      |            |   |   |   |  |
|  |            |            |   |   |   |  |
|  | Irán       | Irán       | 0 | 2 | 2 |  |
|  | Irán       | Irán       | 0 | 2 | 2 |  |
|  | Ausztrália | Ausztrália | 3 | 0 | 3 |  |

### Elődöntő
| 1973. augusztus 18. |

| Ausztrália                       | 3–0 | Irán |
| -------------------------------- | --- | ---- |
| Alston 43' Abonyi 45' Wilson 83' |     |      |

| Sydney Sportközpont, Sydney Nézőszám: 30 881 Játékvezető: Rudolf Scheurer (svájci) |

| 1973. augusztus 24. |

| Irán                 | 2–0 | Ausztrália |
| -------------------- | --- | ---------- |
| Ghelichkhani 14' 32' |     |            |

| Azadi Stadion, Teherán Nézőszám: 55 997 Játékvezető: Pavel Kazakov (szovjet) |

Ausztrália 3–2-es összesítéssel jutott tovább.

## Második forduló
|  | Zóna Elődöntők                         | Zóna Elődöntők | Zóna Elődöntők | Zóna Elődöntők | Zóna Elődöntők |                                               |               | Zónadöntő     | Zónadöntő     | Zónadöntő | Zónadöntő | Zónadöntő |  |  | Döntő | Döntő | Döntő | Döntő | Döntő |
|  |                                        |                |                |                |                |                                               |               |               |               |           |           |           |  |  |       |       |       |       |       |
|  | 1973. május 26. – Szöul                |                |                |                |                |                                               |               |               |               |           |           |           |  |  |       |       |       |       |       |
|  |                                        |                |                |                |                |                                               |               |               |               |           |           |           |  |  |       |       |       |       |       |
|  | Hongkong                               | Hongkong       | Hongkong       | Hongkong       | 1              |                                               |               |               |               |           |           |           |  |  |       |       |       |       |       |
|  | Hongkong                               | Hongkong       | Hongkong       | Hongkong       | 1              | 1973. május 28. – Szöul                       |               |               |               |           |           |           |  |  |       |       |       |       |       |
|  | Dél-Korea                              | Dél-Korea      | Dél-Korea      | Dél-Korea      | 3              |                                               |               |               |               |           |           |           |  |  |       |       |       |       |       |
|  | Dél-Korea                              | Dél-Korea      | Dél-Korea      | Dél-Korea      | 3              | Dél-Korea (h)                                 | Dél-Korea (h) | Dél-Korea (h) | Dél-Korea (h) | 1         |           |           |  |  |       |       |       |       |       |
|  | 1973. május 26. – Szöul                |                |                |                |                | Dél-Korea (h)                                 | Dél-Korea (h) | Dél-Korea (h) | Dél-Korea (h) | 1         |           |           |  |  |       |       |       |       |       |
|  |                                        | Izrael         | Izrael         | Izrael         | Izrael         | 0                                             |               |               |               |           |           |           |  |  |       |       |       |       |       |
|  | Izrael (h)                             | Izrael (h)     | Izrael (h)     | Izrael (h)     | Izrael         | 0                                             | 1             |               |               |           |           |           |  |  |       |       |       |       |       |
|  | Izrael (h)                             | Izrael (h)     | Izrael (h)     | Izrael (h)     |                | 1973 október/november – Sydney/Szöul/Hongkong | 1             |               |               |           |           |           |  |  |       |       |       |       |       |
|  | Japán                                  | Japán          | Japán          | Japán          | 0              |                                               |               |               |               |           |           |           |  |  |       |       |       |       |       |
|  | Japán                                  | Japán          | Japán          | Japán          | 0              | Dél-Korea                                     | 0             | 2             | 2             | 0         |           |           |  |  |       |       |       |       |       |
|  |                                        |                |                |                |                | Dél-Korea                                     | 0             | 2             | 2             | 0         |           |           |  |  |       |       |       |       |       |
|  |                                        | Ausztrália     | 0              | 2              | 2              | 1                                             |               |               |               |           |           |           |  |  |       |       |       |       |       |
|  |                                        | Ausztrália     | 0              | 2              | 2              | 1                                             |               |               |               |           |           |           |  |  |       |       |       |       |       |
|  | 1973. augusztus 18/24 – Sydney/Teherán |                |                |                |                |                                               |               |               |               |           |           |           |  |  |       |       |       |       |       |
|  |                                        |                |                |                |                |                                               |               |               |               |           |           |           |  |  |       |       |       |       |       |
|  | Ausztrália                             | Ausztrália     | 3              | 0              | 3              |                                               |               |               |               |           |           |           |  |  |       |       |       |       |       |
|  | Ausztrália                             | Ausztrália     | 3              | 0              | 3              |                                               |               |               |               |           |           |           |  |  |       |       |       |       |       |
|  |                                        |                | Irán           | Irán           | 0              | 2                                             | 2             |               |               |           |           |           |  |  |       |       |       |       |       |
|  |                                        |                | Irán           | Irán           | 0              | 2                                             | 2             |               |               |           |           |           |  |  |       |       |       |       |       |
|  |                                        |                |                |                |                |                                               |               |               |               |           |           |           |  |  |       |       |       |       |       |
|  |                                        |                |                |                |                |                                               |               |               |               |           |           |           |  |  |       |       |       |       |       |
|  |                                        |                |                |                |                |                                               |               |               |               |           |           |           |  |  |       |       |       |       |       |

| 1973. október 28. |

| Ausztrália | 0–0 | Dél-Korea |
| ---------- | --- | --------- |
|            |     |           |

| Sydney Sportközpont, Sydney Nézőszám: 32 005 Játékvezető: Vital Loraux (belga) |

| 1973. november 10. |

| Dél-Korea                      | 2–2 | Ausztrália              |
| ------------------------------ | --- | ----------------------- |
| Kim Dzsehan 15' Ko Dzsevuk 27' |     | Buljevic 29' Baartz 48' |

| Dongdaemun Stadion, Szöul Nézőszám: 32 000 Játékvezető: Arie van Gemert (holland) |

Ausztrália és Dél-Korea párharca 2–2-es összesítéssel zárult, ezért semleges helyszínen rendeztek egy mindent eldöntő harmadik mérkőzést.
| 1973. november 13. |

| Ausztrália | 1–0 | Dél-Korea |
| ---------- | --- | --------- |
| Mackay 70' |     |           |

| Hongkong Stadion, Hongkong Nézőszám: 27 284 Játékvezető: Arie van Gemert (holland) |

## Kijutott csapatok
Az alábbi csapat jutott ki az AFC-zónából az 1974-es labdarúgó-világbajnokságra.
| Csapat     | Kijutás               | Kijutás dátuma     | Korábbi részvételek a világbajnokságon |
| ---------- | --------------------- | ------------------ | -------------------------------------- |
| Ausztrália | A 2. forduló győztese | 1973. november 13. | 0 (debütálás)                          |